# Середа, Сергей Владимирович
Сергей Владимирович Середа — российский ветеринарный врач, президент Российской ассоциации практикующих ветеринарных врачей, кандидат ветеринарных наук, Заслуженный ветеринарный врач Российской Федерации.

## Биография
Сергей Середа родился в Москве в семье ветеринарных врачей. Мать – Середа Лидия Петровна - работала врачом, заведующей лабораторией ветеринарно-санитарной экспертизы в г. Александрове, отец – Середа Владимир Селиверстович - работал главным ветеринарным врачом Александровского района Владимирской области.
- В 1977 году окончил Московскую ветеринарную академию.
- В 1980 году участвовал в организации ветеринарного обеспечения  Олимпийских игр в Москве, за что был награждён почетной грамотой Исполкома Моссовета.
- С 1980 года работал по совместительству в различных цирковых коллективах и во Всесоюзной дирекции по подготовке цирковых программ, аттракционов и номеров.
- В 1982-1983 гг. по линии Продовольственной и сельскохозяйственной организации ООН (Food and Agriculture Organization, FAO) работал ветеринарным врачом в Демократической Республике Афганистан.
- С 1983 года — главный ветеринарный врач Свердловского и Фрунзенского районов Москвы, начальник районной ветеринарной станции по борьбе с болезнями животных.
- С 1983 года – по совместительству старший ветеринарный врач Цирка на Цветном бульваре.
- В 1989—1990 гг.- ветеринарный врач цирковой программы в Австралии.
- В 1990 году основал первую частную ветеринарную клинику «Центр». Является ее бессменным директором по настоящее время.
- В 1994 году был инициатором создания Ассоциации практикующих ветеринарных врачей и проведения первого в постсоветское время ветеринарного конгресса.
- В 1997 году Указом Президента Российской Федерации награжден государственной наградой «Заслуженный ветеринарный врач Российской Федерации».
- В 2004 году защитил диссертацию на тему: «Фармакологическая характеристика и эффективность препарата «Айробент» при диарейном синдроме новорожденных животных».
- В 2019 году - президент Европейского Ветеринарного конгресса FECAVA-2019.

## Общественная работа
Президент Российской ассоциации практикующих ветеринарных врачей. Вице-президент Московской гильдии ветеринарных врачей (1996—2012). Постоянный участник всемирных и европейских конгрессов по проблемам ветеринарии мелких домашних животных.
Является инициатором общественных наград для ветеринарных врачей вручаемых ежегодно на церемонии открытия Московского международного ветеринарного конгресса: национальной ветеринарной премии «Золотой скальпель» (с 1998), наград «Айболит» (с 2012), «Ветеринарный крест» (с 2011), медаль им. В. Н. Митина (совместно с А. В. Ткачёвым-Кузьминым) (с 2009), приз имени Сергея Катасонова «За лучшую журналистскую работу о ветеринарии» (совместно с Т. Катасоновой).
Соавтор книг «Ветеринарная фармакология с основами токсикологии» и «Микроскопические исследования в диагностике заболеваний мелких домашних животных».
В 2019 году вышла в свет книга «Середа обитания: ветеринария и не только».
Автор программы «Диалоги о профессии с доктором Середой».
Противник применения курареподобных препаратов для эвтаназии животных. Активно выступает с критикой современного состояния ветеринарного образования. По данным вопросам неоднократно выступал в прессе, обращался к Президенту и Правительству РФ.

## Признание
В 2019 году награждён медалью А. Д. Третьякова Национальной ветеринарной ассоциации.
В 2019 г. С. В. Середе была вручена благодарность Российской академии наук «За многолетний добросовестный труд и большой вклад в развитие отечественной ветеринарной медицины, высокий профессионализм, компетентность и жизненную позицию».
Почётный профессор Донского государственного аграрного университета и Московской ветеринарной академии, почетный доктор Донского государственного технического университета. Заслуженный друг Театра «Эрмитаж».
Награды:
1997 год — медаль 850-лет Москвы
1997 год — почётное звание Заслуженный ветеринарный врач Российской Федерации
2001 год — почетный знак «Синий крест»
2003 год — медаль «15 лет вывода Советских войск из Афганистана»
2005 год — медаль «Ветеран боевых действий»
2008 год — медаль «20 лет вывода Советских войск из Афганистана»
2009 год — медаль МГАВМиБ «За заслуги»
2011 год — знак «30 лет группе Вымпел»
2012 год — медаль ВГНКИ «За высокие научно-практические достижения»
2012 год — медаль МГАВМиБ «За верность профессии»
2017 год — ветеринарная премия «Balto» «3а вклад в развитие ветеринарии России»
2017 год — серебряный знак Донского государственного технического университета (ДГТУ)

## Основные публикации
1. Ветеринарная токсикология с основами экологии / Учебник для вузов: под ред. М. Н. Аргунова // М.: Лань, 2007. — 416 стр. — 1500 экз. — ISBN 978-5-8114-0704-0 — Соавт.: М. Н. Аргунов, В. С. Бузлама, М. И. Рецкий, С. В. Шабунин;
2. Микроскопические исследования в диагностике заболеваний мелких домашних животных / Учебное пособие для вузов: под ред. Ф. И. Василевича // М.: Зоомедлит, 2009. — 96 стр.: цв. ил. — 1000 экз. — ISBN 978-5-91223-011-0 — Соавт.: Е. Б. Бажибина, Е. В. Маслюк, И. И. Орлова, Д. И. Платова;
3. Диагностика и лечение болезней печени у собак и кошек / Учебное пособие для вузов // М.: КолосС, 2011 —. 112 стр. — 1000 экз. — ISBN 978-5-9532-0721-8 — Соавт.: В. Н. Денисенко, Е. А. Кесарева, Н. М. Зуева, Т. В. Бардюкова, А. М. Шабанов, И. Ф. Вилковыский.